# Harry H.M. Ramakers
Hendrikus Hubertus Mathias "Harry" Ramakers (Thorn, 6 januari 1913 – Thorn, 29 oktober 1997) was een Nederlands componist, dirigent en contrabassist.

## Levensloop
Ramakers was in zijn jonge jaren onderwijzer. Hij werd contrabassist van de Koninklijke Harmonie van Thorn, waarvan hij na de Tweede Wereldoorlog voorlopig de muzikale leiding op zich nam. Voor het eerste naoorlogse optreden op de Wijngaard te Thorn componeerde hij de mars Vredeklanken. Nadat Henri Arends de leiding van de Koninklijke Harmonie van Thorn had overgenomen, bleef hij nog geruime tijd tweede dirigent. 
Ook bij andere verenigingen was hij dirigent:
- 1940-1957 – Harmonie "St. Lucia", Neeritter
- 1946-1982 – Koninklijke Fanfare "De Vriendenkring", Kessenich.
- 1948-±1985 – Harmonie "Vreugd en Deugd", Geistingen
- 1959-1967 – Koninklijke Harmonie Concordia Maaseik

Met deze ensembles wist hij het muzikale niveau continu te verhogen. Met "De Vriendenkring" Kessenich klom hij in 1973 tot de hoogste afdeling en werd in 1976 de gouden medaille van de stad Antwerpen gewonnen.
Als componist schreef hij een aantal marsen en processiemarsen voor harmonieorkest.
H.H.M. Ramakers overleed in 1997 op 84-jarige leeftijd in zijn woonplaats Thorn.

## Composities

### Werken voor harmonieorkest
- 1945 Vredeklanken, mars
- 1975 Don't Bother, mars
- 1990 Point to Point
- 1991 Good Luck,
- Avondschemering, ouverture
- "'s Zomers Buiten", ouverture

#### Processiemarsen
- Dieu et Patrie
- Onze Lieve Vrouw onder de Linden
- Onze Lieve Vrouw Sterre der Zee
- Regina Pacis
- Virga Jesse